# Stanley Park (Vancouver)

de locatie van Stanley Park

Het Stanley Park is een stadspark van 404,9 hectare in Vancouver, Canada. In 1886 besloot de stadsraad het natuurgebied open te stellen als park, twee jaar later opende Frederick Arthur Stanley het park, dat naar hem is vernoemd, voor het publiek. Het park trekt tegenwoordig ongeveer acht miljoen bezoekers per jaar. Een van de meest gebruikte voorzieningen van het park is de False Creek Seawall, een 9 kilometer lange dijk om het park dat wordt gebruikt als pad om op te fietsen, wandelen en te skaten.
Stanley Park is ruim tien procent groter dan het New Yorkse Central Park.